# Estilo de Utstein
O Estilo de Utstein é um conjunto de diretrizes para comunicação uniforme no que tange a parada cardíaca. Este documento foi proposto pela primeira vez em 1991 para facilitar os serviços médicos de emergência. O nome derivou de uma conferência da Sociedade Europeia de Cardiologia, da Academia Europeia de Anestesiologia, da Sociedade Europeia de Medicina de Terapia Intensiva e de sociedades relacionadas. O evento ocorreu na ilha de Mosterøy, na Noruega.
Baseando no Estilo de Utstein, incluíram o Cardiac Arrest Registry to Enhance Survival, Resuscitation Outcomes Consortium, Save Hearts in Arizona Registry and Education e o National Registry of Cardiopulmonary Resuscitation.